# اوتسمیورت
اوتسمیورت (به لاتین: Utsmiyurt) یک منطقهٔ مسکونی در روسیه است که در شهرستان بابایورتوفسکی واقع شده‌است.